# 杨滔
杨滔（?—?），唐朝官员，出自弘农杨氏观王房，杨雄玄孙，都水使者、弘農公杨续曾孙，潞州刺史、湖城縣男杨思止（字不殆）之孙，杨执柔之子。
开元六年（718年），唐玄宗敕令户部侍郎杨滔和吏部侍郎兼侍中宋璟、中书侍郎苏颋、尚书左丞卢从愿、吏部侍郎裴漼、慕容珣、中书舍人刘令植、大理司直高智静、幽州司功参军侯郢璡等九人，删定律、令、格、式。后来礼部侍郎王丘、中书舍人源光裕也参与其中。至开元七年（719年）三月奏上。律、令、式旧名，《开元式》有二十卷，格为《开元后格》或《开元新格》。杨滔官至吏部侍郎、同州刺史。